# Церква Успіння Пресвятої Богородиці (Ласківці, УГКЦ)
Церква Успіння Пресвятої Богородиці в Ласківцях — парафія і храм греко-католицької громади Теребовлянського деканату Тернопільсько-Зборівської архієпархії Української греко-католицької церкви в селі Ласківці Тернопільського району Тернопільської области.

## Історія церкви
Історія та будівництво храму
Парафія належала до УГКЦ до 1946 року. З 1946 по 1990 рік вона була під юрисдикцією РПЦ, а з 1990 року знову повернулася в лоно УГКЦ. У 1990-х роках було збудовано невелику церкву. Серед жертводавців були Роман Когут, Роман Апостол та Іван Трошко. Автор ікон — Іван Кузик, а іконостас виконав Василь Оліяр.
8 листопада 2006 року владика Василій Семенюк освятив храм. Цього ж дня він здійснив і візитацію парафії. При парафії діють такі спільноти:
- Братство «Апостольство молитви».
- Спільнота «Матері в молитві».
- Вівтарна дружина.

## Парохи
- оо. Григорій, Антін, Теодор, Михайло, Миколай Лісецькі (1712—1794),
- о. Євстахій Кончаковський,
- о. Йосиф Вацкевич,
- о. Антін Остапович,
- о. Йосиф Остапович,
- о. Дмитро Головацький,
- о. Кипріян Білінський (1878—1909),
- о. Діонісій Білінкевич (1909—1917),
- о. Лаврентій Ткачук (1917—1929),
- о. Михайло Рокіцький (1929—1946),
- о. Ігор Авганець (1990—1996),
- о. Андрій Лахман (1996—2006),
- о. Роман Покиданець (з 2006).